# Фиалка двуцветковая
Фиа́лка двухцветковая (лат. Viola biflora) — вид двудольных растений рода Фиалка (Viola) семейства Фиалковые (Violaceae). Впервые описан Карлом Линнеем.

## Ботаническое описание
Многолетнее травянистое растение, гемикриптофит, высотой до 20 см. Имеет прикорневые розетки листьев и цветоносные стебли. Корневище короткое, вертикальное или косое, беловатое с многочисленными придаточными корешками. Листовые пластины почковидные, с закругленной верхушкой, редко с незначительно оттянутой верхушкой или почти сердцевидные, по краю городчатые, тонкие, рассеянно волосистые или голые.
Цветок 10-15 мм длиной, обычно одиночные на верхушке стебля, редко в числе 2. Чашелистики линейно-ланцетные, острые, со слаборазвитыми придатками, голые или по краю с редкими ресничками. Венчики желтые, лепестки с темными жилками, шпорец очень короткий, тупой. Коробочки 4-7 мм длиной, продолговато-овальные, голые.

## Распространение и среда обитания
Растёт на альпийских и субальпийских лугах, в тундрах, хвойных, реже мелколиственных лесах, на скалах, по берегам ручьев. Растение хорошо растёт только в защищенных от солнца и влажных местах. Оно быстро тускнеет на солнце, так как корни развили низкую всасывающую способность. Зимой необходим густой снежный покров от заморозков, так как растение не переносит температуры ниже −12 ° C.
Встречается в Европе (Скандинавия, Альпы, Карпаты, на высотах до 3000 метров), Западной (Республика Алтай) и Восточной Сибири, на Дальнем Востоке, в Монголии, Тибете, Китае, Японии, Индии, Северной Америке.